# Gori (Georgia)
Gori (in georgiano გორი?), è una città della Georgia, capoluogo della regione (Mkhare) di Shida Kartli. Si trova alla confluenza di due fiumi, il Mtkvari e il Liakhvi. Gori è la quinta città più popolosa della Georgia. Il suo nome deriva dalla parola georgiana gora (გორა), che significa "mucchio", "collina" o "montagna".
Insediamento noto fin dal periodo ellenistico, con la fortezza di Gori costruita almeno nel VII secolo, ottenne lo status di città nel XII secolo. Gori era un'importante roccaforte militare in epoca medioevale e mantiene un'importanza strategica grazie alla sua posizione sulla principale autostrada che collega la parte orientale e occidentale della Georgia. Nel corso della sua storia, Gori è stata invasa più volte dalle armate delle potenze regionali. La città è stata occupata dalle truppe russe durante la guerra russo-georgiana del 2008.
Gori è anche nota per essere il luogo di nascita del rivoluzionario comunista e politico sovietico Iosif Stalin.

## Geografia
Gori si trova a 86 chilometri a ovest della capitale della Georgia, Tbilisi, alla confluenza dei fiumi Kura e Grande Liakhvi.

## Storia
Il territorio di Gori è stato popolato sin dall'inizio dell'età del bronzo. Secondo le cronache georgiane medievali, la città fu fondata dal re Davide IV, che vi insediò dei rifugiati provenienti dall'Armenia. Tuttavia, la fortezza di Gori (Goris-Tsikhe) sembra essere già esistente già nel VII secolo e le testimonianze archeologiche indicano la presenza di una comunità urbana nell'antichità classica. Nel 1299, Gori fu conquistata dalle tribù alane in fuga dall'invasione mongola della loro patria originaria nel Caucaso settentrionale. Il re georgiano Giorgio V riconquistò la città nel 1320, respingendo gli Alani oltre le montagne del Caucaso.

Con la caduta del regno medievale georgiano, la città, situata in posizione strategica all'incrocio delle principali vie di transito, fu spesso bersaglio di invasori stranieri e cambiò più volte padrone. Fu conquistata e saccheggiata per la prima volta da Uzun Hasan degli Ak Koyunlu nel 1477, seguito da Tahmasp I di Persia a metà del XVI secolo. Alla fine di quel secolo, Gori passò brevemente agli Ottomani durante la guerra ottomano-persiana del 1578-90 e divenne il loro principale avamposto in Georgia fino a quando non fu riconquistata dai georgiani sotto Simon I di Kartli dopo aspri combattimenti nel 1599. La città fu nuovamente occupata dai persiani sotto Shah Abbas I nel 1614. Dopo successive occupazioni da parte degli Ottomani (1723-1735) e dei Persiani (1735-1740), Gori tornò sotto il controllo georgiano sotto i re Teimuraz II ed Eraclio II, i cui sforzi contribuirono a sviluppare l'economia e la cultura della città. Dopo l'annessione della Georgia alla Russia, nel 1801 Gori ottenne lo status di città all'interno dell'uyezd di Gori del governatorato di Tiflis. Nel corso del XIX secolo crebbe in termini di dimensioni e popolazione. Una mappa del 1824 mostra la città sulle pendici della collina sotto la cittadella, circondata da un fossato. La città fu distrutta dal terremoto del 1920 e quasi completamente ricostruita nel periodo sovietico. Importante centro industriale in epoca sovietica, Gori ha sofferto di un crollo economico e di un esodo della popolazione durante gli anni della crisi post-sovietica degli anni '90.
Gori si trova a poca distanza dalla zona interessata dal conflitto fra georgiani ed osseti del sud ed è collegata con Tskhinvali, capitale dell'Ossezia del Sud, attraverso una linea ferroviaria in disuso dall'inizio degli anni novanta. A partire dal 2000 la Georgia ha potenziato le infrastrutture militari nella città e nei dintorni: l'Ospedale Centrale Militare è stato trasferito da Tbilisi a Gori, mentre nel 2008 è stata inaugurata nella città la seconda base militare della Georgia conforme agli standard della NATO.

## Monumenti e luoghi d'interesse
- Fortezza di Gori, simbolo della città, costruita a partire dal VII secolo, su una collina che domina la città;
- Cattedrale di Santa Maria
- Chiesa  di S.Giorgio, detta Gorijvari, del XVIII secolo;

Nel centro di Gori si trova il Museo Iosif Stalin, all'interno del quale sarà collocata la statua del capo supremo sovietico rimossa dalla piazza del municipio della città nella notte fra il 24 e il 25 giugno 2010. Il monumento, uno dei pochi sopravvissuti nell'ex Unione Sovietica al programma di destalinizzazione intrapreso da Nikita Chruščёv, è rimasto al suo posto anche dopo l'indipendenza della Georgia, fino alla decisione di destinarlo al cortile del locale museo dedicato a Stalin. La statua sarà sostituita da un monumento dedicato alle vittime georgiane della guerra contro la Russia, combattuta nell'agosto 2008.

## Il Museo Iosif Stalin
Sicuramente l'attrazione più nota della città di Gori, il Museo Iosif Stalin sorge in un parco situato al centro dell'omonimo viale. Il palazzo neoclassico che ospita il museo fu costruito negli anni cinquanta e raccoglie numerose foto della vita del leader sovietico, articoli di giornale, oggetti a lui appartenuti e regalati da capi di Stato o da semplici ammiratori. L'interno del museo è disposto su due piani ed un servizio di guide permette l'attenta visita. All'esterno del museo ci sono altre due curiose attrazioni come la casa natale di Stalin dove ha vissuto i primi quattro anni della sua vita e il lussuoso vagone ferroviario con il quale si recò alla conferenza di Teheran ed a quella di Jalta. Tuttora il museo riveste molta importanza non solo come testimonianza storica sulla vita di Stalin, ma anche come resoconto di un lungo periodo di storia sovietica.

## Infrastrutture e trasporti

### Strade
La principale via d'accesso alla città è l'autostrada S1 che unisce Tbilisi al confine russo.

### Ferrovie
Gori è servita da una propria stazione ferroviaria posta lungo la linea Zugdidi-Tbilisi.

## Sport

### Calcio
La squadra principale della città è il FC Dila Gori.

## Galleria d'immagini

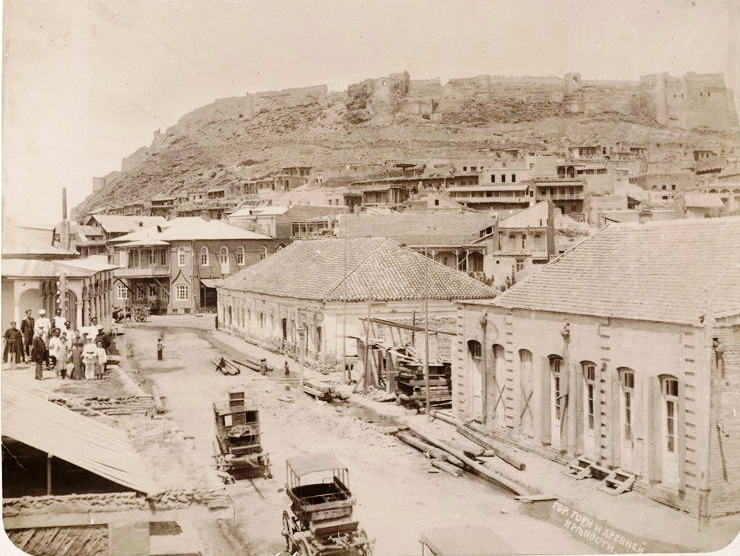
Vista della città in una fotografia del 1886
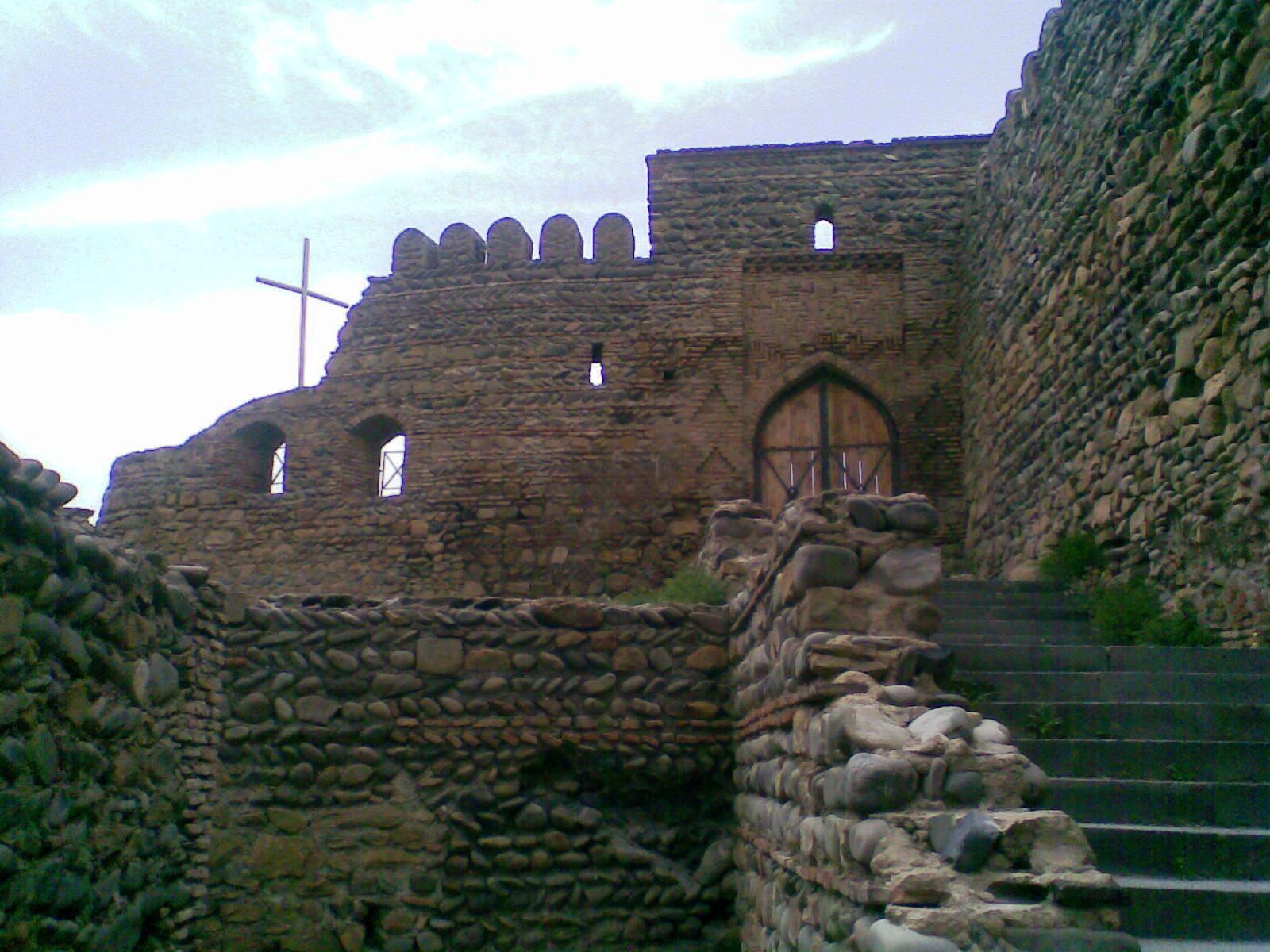
Fortezza di Gori